# دنیل براین
براین لوید دَنیِلسون معروف به دنیل برایان یا دانیل برایان (به انگلیسی: Daniel Bryan) ورزش‌کار کشتی حرفه‌ای در WWE است. او آمریکایی و متولد ۲۲ می۱۹۸۱ است. وی فعالیت ورزشی خود در این رشته را از سال ۱۹۹۹ میلادی آغاز کرده و تاکنون موفق به کسب کمربندهای بسیاری در تمامی رشته‌های زیرمجموعه شده‌است. همچنین او در کمپانی WWE موفق به کسب کمربند بین قاره ای wwe وWorld Heavyweight Championship ,WWE United States Championship ,WWE Tag Team Championship و همچنین شش بار قهرمان WWE Championship شده و توانسته‌است در سال ۲۰۱۱ «مانی این دِ بَنک اِسمَکدان» را ببرد. در حال حاضر می‌توان از او به‌عنوان یکی از محبوب‌ترین کشتی‌کج کاران کمپانی یاد کرد. او همچنین مدت‌ها در ژاپن کشتی حرفه‌ای را ادامه داده و به مقام‌های فراوانی هم دست یافته‌است. وی عنوان پرطرفدارترین فرد دبلیو دبلیو ای و سوپراستارز ۲۰۱۳ را کسب کرده‌است. او در رِسلمِینیا ۳۰ کمربند WWE World Heavywight را کسب کرد و برای پنجمین بار قهرمان جهان شدا. او برای بار ششم در مسابقه ای مقابل ای جی استایلز در سال ۲۰۱۸ کمربند قهرمانی جهان را گرفت. او در حال حاضر وارد درگیری با ادج و رومن رینز بر سر کمربند یونیورسال شده اما تا الان ۱ مسابقه با رومن رینز در فستلاین ۲۰۲۱ داشته اما موفق به قهرمانی نشده
براین، که طرفدار حقوق حیوانات است، با معروف کردن خود memoriesبه‌عنوان «بُز چهره» (Goat face) بر این موضوع تأکید می‌کند. به گفتهٔ خودش، او دچار پیسی بوده‌است.
دَنیلسون در تاریخ ۱۱ آوریل ۲۰۱۴، با دیوایِ دبلیودبلیوئی، یعنی بری بِلا، ازدواج کرد.
در ۲۱ آوریل ۲۰۱۴، دبلیودبلیوئی خبرِ درگذشت پدر او را اعلام کرد؛ ولی دَنیلسون مغموم در همان شب در برنامهٔ راو حضور یافت و بعد از پایان بخش مربوط به خودش، سریعاً مجموعه را ترک کرد.
در راو ۱۲ می ۲۰۱۴، بر این وارد رینگ شد تا اعلام کند برای مدتی به‌علت عمل گردن که در پیش دارد، از میدانها دور خواهد بود، ولی مطمئن است که باز خواهد گشت. استفنی مک‌ماهون در راو ۱۹ می اعلام کرد که براین باید خودش در راو هفتهٔ بعدتر آمده و از قهرمانی کمربندهایش انصراف دهد، در غیر این صورت، همسر براین، یعنی بری بِلا، از کمپانی اخراج خواهد شد. براین حاضر به تسلیم نشد و طی هماهنگیی که با همسرش انجام داد، همسرش تصمیم گرفت خودش قبل از اخراج، اعلام به خروج کند. بری یک سیلی هم به صورت استفنی زد تا شایعات مبنی بر برگزاری مسابقه‌ای در مانی این دِ بَنک سال ۲۰۱۴ بین خودش و استفنی بر سر پس گرفتن کارش در کمپانی افزایش یابد. بری در آن مسابقه به‌خاطر خیانت خواهرش، به استِف باخت.
از آنجایی که براین در مانی این دِ بَنک سال ۲۰۱۴ به‌دلیل کامل نشدن دورهٔ نقاهت ناشی از عمل جراحی گردن قادر به مسابقه نبود، قرار شد تا قهرمان جدید کمربندش در یک مسابقه نردبان مانی این دِ بَنک در این پی-پر-ویو مشخص شود؛ و در آن شب جان سینا توانست قهرمان جدید کمربندهای قهرمانی سنگین‌وزن جهان دبلیودبلیوئی شود.
پس از کش و قوس‌های فراوان و اصرار براین بر اینکه قادر است کشتی بگیرد، سرانجام در آخرین آزمایش نوار مغزی مشخص شد که او به‌علت آسیب مغزی حاد و حملات صرعی که از این آسیب‌ها برایش رخ می‌دهد دیگر قادر به کشتی گرفتن نخواهد بود. بعداً براین در یک برنامه اعلام کرد که در طول ۱۶ سال فعالیتش ۱۰ آسیب دیدگی شدید در بدنش داشته‌است که همان آسیب‌ها تشدید شدند و به این مورد اخیر منجر شدند. سرانجام براین در توییتر خود، بازنشستگی خود را اعلام کرد و پس از آن هم در راو ۸ فوریه ۲۰۱۶ با مو و ریش کوتاه شده در رینگ حاضر شد؛ او بخاطر انجمن خیریه کودکان سرطانی به نام «کلاه‌گیس برای بچه‌ها» موهایش را کوتاه کرد. بر این در آن شب با چشمانی اشک‌بار با طرفداران و دنیای کشتی حرفه‌ای خداحافظی کرد.
در اسمک‌داون ۲۰ مارس ۲۰۱۸، براین که جنرال منیجر این برنامه بود وارد رینگ شد و اعلام کرد که از نظر همه پزشکان مجرب کمپانی و سایر متخصصانی که وضعیت جسمانی او را بررسی کرده‌اند، دیگر مشکلی برای حضور در رینگ نداشته و می‌تواند فعالیت‌های ورزشی‌اش را از سر بگیرد.

## ورود به کمپانی دبلیودبلیوئی (۲۰۰۹)
در ماه اوت سال ۲۰۰۹ از طرف وینس مک‌من (رئیس کمپانی دبلیودبلیوئی) اعلام شد که قرار است یک برَند جدید برای کشتی‌کج کاران آماتور به راه بیندازد تا برای آن‌ها یک موقعیت پیش آید تا به سطح‌های بالاتری در این عرصه برسند و نام این برَند را NXT گذاشت. چندی بعد، هشت کشتی‌کج کار تازه‌کار با مربیانی از کشتی‌کج کاران حرفه‌ای وارد این برَند تازه تأسیس شدند. در روز ۲۳ ماه اوت با دنیل بر این قرادادی بسته شد و قرار شد که د میز آموزش‌های لازم را به او بدهد. 

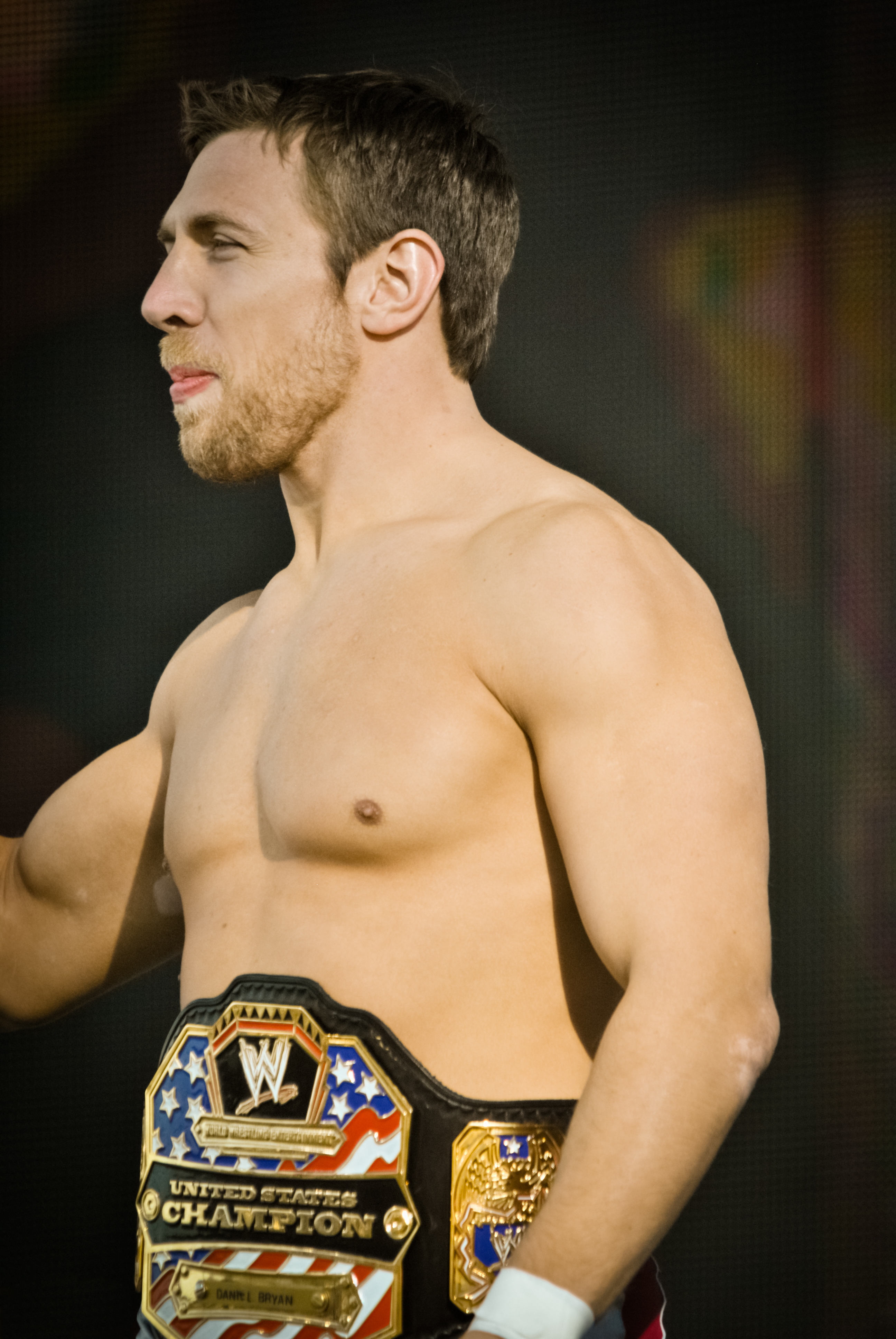
قهرمانی کمربند ایالت متحدهٔ آمریکا

او اولین بازی خود را در روز افتتاحیهٔ برَند ان‌اکس‌تی یعنی روز ۲۳ فوریه انجام شد که پس از مسابقه مورد حملهٔ مربی‌اش یعنی د میز قرار گرفت. از آن به بعد درگیری میان این دو شدت گرفت، به‌طوری‌که در روز ۳۱ ماه مه در راو با هم مسابقه دادند که به پیروزی دنیل انجامید.

## به دست آوردن کمربند قهرمانی ایالت متحدهٔ آمریکا (۲۰۱۱–۲۰۱۰)
درگیری میان دنیل بر این و د میز پایان‌ناپذیر بود، تا جایی که قرار شد در پی پر ویو نایت آف چمپینز سال ۲۰۱۰ (شب قهرمانان) بین این دو مسابقه‌ای سر کمربند قهرمانی ایالت متحده صورت گیرد. بین این دو مسابقهٔ زیبایی برگزار شد که در آخر دنیل بر این توانست قهرمانی را با اجرای حرکت پایانی خود از د میز بگیرد. او توانست این قهرمانی را تا چند ماه نزد خود نگه دارد. در تاریخ ۱۴ ماه مارس سال۲۰۱۱ در یک مسابقه در راو سر کمربند با شیمس انجام داد که از او شکست خورد و کمربند ایالت متحده به شیمس واگذار شد.

## درگیری با تریپل اچ (۲۰۱۴–۲۰۱۳)
قبل از پی پر ویو سامر اسلم سال ۲۰۱۳ رئیس برند راو به جان سینا (قهرمان آن زمان دبلیودبلیوای) گفت که از طرفداران او هست و از جان سینا می‌خواهد تا حریفش را در پی پر ویو سامر اسلم توسط خود جان سینا صورت گیرد در این هنگام نیز تماشاگران فریاد yes بر سر دادند که این به این معنا بود که تماشاگران می‌خواهند دنیل بر این در مقابل جان سینا مسابقه دهد؛ بنابراین جان سینا دنیل بر این را از میان سوپر استاران وقت آن کمپانی به عنوان حریف خود در سامر اسلم ۲۰۱۳ برگزید. تریپل اچ نیز می‌گفت که با این تصمیم موافق است و اظهار داشت که دنیل لیاقت و شایستگی بازی سر قهرمانی دبلیو دبلیو ئی را دارد. تریپل اچ از رئیس کمپانی یعنی وینس مک‌ماهون درخواست کرد که در مسابقه آن‌ها به عنوان داور اختصاصی شرکت کند که بالاخره وینس مک مون پذیرفت.
این مسابقه در سامر اسلم در حالی که جان سینا از ناحیه دست مصدوم شده بود برگزار شد و دو کشتی‌گیر زیبا کار کردند و تریپل اچ در زمان مسابقه نیز خوب قضاوت می‌کرد و طرف کسی نبودو سرانجام دنیل بر این توانست با اجرای حرکت پایانی خود جان سینا را شکست دهد. او قهرمان جدید کمپانی شده بود و به نظر می‌آمد که تریپل اچ نیز از این اتفاق راضی است؛ ولی یک دفعه قهرمان چمدان مانی ان د بنک یعنی رندی اورتن وارد سالن شد و در همین هنگام بود که تریپل اچ حرکت پایانی خود را روی دنیل بر این زد و همه از این اتفاق متعجب شده بودند و رندی اورتن نیز از این فرصت طلایی استفاده کرد و وارد رینگ شد و چمدان خود را به تریپل اچ داد و سپس رندی اورتن دنیل را پین کرد و قهرمانی را از دنیل بر این گرفت.

پس از آن تریپل اچ مخالفت خود را با دنیل بر این و حمایت کنندگان او آغاز کرد و برای آن‌ها مسابقات سختی ترتیب می‌داد. گروه شیلد در آن زمان از تریپل اچ و استفانی مک‌من و رندی اورتن حمایت می‌کردند. چندین بار نیز گروه شیلد ضد دنیل بر این چند مسابقه دادند. در آن زمان عدهٔ زیادی از سوپراستاران کمپانی از دنیل بر این حمایت می‌کردند. سوپر استارهایی همچون: دولف زیگلر، بیگ شو و بسیاری دیگر که تریپل اچ برای این افراد مسابقات سختی را ترتیب داد. این درگیری‌ها میان تریپل اچ و دنیل بر این ادامه داشت تا مسابقهٔ دنیل ضد اورتن بر سر قهرمانی دبلیو دبلیو ای. این مسابقه با برتری دنیل به پایان رسید و همهٔ طرفداران بر این شادمان از پیروزی و قهرمانی دنیل بر این بودند. این شادی زیاد طولی نکشید که روز تریپل اچ مسابقه را غیرقانونی خواند و علت این بود که داور مسابقه برای دنیل بر این سریع شمارش کرده و بعد از آن باز کمربند قهرمانی دبلیو دبلیو ئی به دست رندی اورتن افتاد. تمامی طرفداران دنیل بر این از این اقدامات تریپل اچ ناراضی بودند ولی هیئت رئیسه از او حمایت می‌کردند. او در آن زمان‌ها نیز طبق صحبتی که با کودی روز داشت او را مقابل رندی اورتن قرار داد و قرار گذاشته‌بود که اگر کودی شکست بخورد باید کمپانی را ترک کند. آن مسابقه برگزار شد و رندی اورتن و کودی در مقابل هم قرار گرفتند که این مسابقه با پیروزی رندی اورتن و اخراج کودی روز به اتمام رسید و تریپل اچ در پایان بازی رسماً اعلام کرد که کودی روز از کمپانی اخراج شده‌است.
پس از آن یک نظر سنجی صورت گرفت که چه کسی داور مسابقهٔ دنیل برایان و رندی اورتن در پی پر ویو هل این اِ سل باشد که شان مایکلز (رفیق صمیمی تریپل اچ) بیش‌ترین رأی را آورد و به عنوان داور اختصاصی آن مسابقه انتخاب شد. مسابقه در آن شب برگزار شد و در آخر با دخالت خود شان مایکلز بازی با قهرمانی رندی اورتن پایان یافت. در آن شب جان سینا از مصدومیت بازگشت و در مقابل آلبرتو دل ریو سر کمربند سنگین‌وزن جهان مسابقه داد که با برتری جان سینا پایان پذیرفت.
فردای آن روز دنیل در راو حضور یافت و به‌شان مایکلز اعتراض کرد و شان نیز از او عذر خوای کرد ولی وی نپذیرفت و حرکت سابمیشن خود را به نام یِش لاک را روی او اجرا کرد. این درگیری‌ها ادامه داشت تا جایی که تریپل اچ سعی کرد که کاری کند تا او را از هدفش دور کند پس او را با گروه وایت فمیلی درگیر کرد. او در آخرین قسمت راو در سال ۲۰۱۳ از طریق مردم به عنوان سوپر استار سال انتخاب شد.
او در پی پر ویو TLC در مقابل کل گروه وایت فمیلی به مبارزه پرداخت ولی شکست خورد. آن شب نیز مسابقهٔ مهمی میان رندی اورتن و جان سینا سر قهرمانی سنگین‌وزن دبلیو دبلیو ای (دو کمربند جهانی) انجام پذیرفت که رندی اورتن توانست جان را شکست دهد.
تنش و درگیری میان گروه وایت فمیلی و دنیل بر این ادامه داشت و آن‌ها در پی پر ویو رویال رامبل با هم مسابقه دادند و باز هم دنیل برایان از بری وایت شکست خورد. در آن شب رندی اورتن توانست از قهرمانی اش در مقابل جان سینا دفاع کند و باتیستا قهرمان رویال رامبل (۲۰۱۴) شد و باتیستا با این قهرمانی می‌توانست در رسلمانیا ۳۰ در مقابل قهرمان جهان مسابقه دهد.
در پی پر ویو بعدی دنیل باز با دخالت کین نتوانست قهرمان شود و رندی اورتن توانست از قهرمانی اش دفاع کند. از آن به بد درگیری باز هم میان او و تریپل اچ شدت گرفت. او می‌خواست که در راسلمنیا با تریپل اچ مسابقه دهد و قهرمان آن مسابقه با رندی اورتن و باتیستا سر قهرمانی سنگین‌وزن دبلیو دبلیو ئی مسابقه دهد اما تریپل اچ و همسرش استفنی مک‌ماهون مخالفت کردند.

هفتهٔ بعد، دنیل عدهٔ زیادی از طرفدارانش را به داخل رینگ آورد و همگی خواستار این مسابقه شدند. تریپل اچ و همسرش هر کاری که انجام دادند نتوانستند جلوی دنیل را بگیرند و تریپل اچ به ناچار این مسابقه را ثبت کرد. هفتهٔ بعد دنیل در رینگ حاضر شده بود و به صحبت کردن دربارهٔ مسابقهٔ خود می‌پرداخت که مأموران ویژهٔ دبلیودبلیوئی به دستور استفنی مک‌ماهون به دنیل دستبند پلیس زدند و پس از این تریپل اچ با ضرباتی به دست دنیل بر این آسیب رساند. هفتهٔ بعد تریپل اچ که فکر می‌کرد دنیل نمی‌تواند در آن شب حضور پیدا کند مسابقه‌ای میان باتیستا و رندی اورتن ترتیب داد و با همسرش کنار گزارش گران نشستند. وسط مسابقه دنیل از سوی تماشاگران وارد سالن می‌شود و به ضربه زدن به تریپل اچ می‌پردازد. 

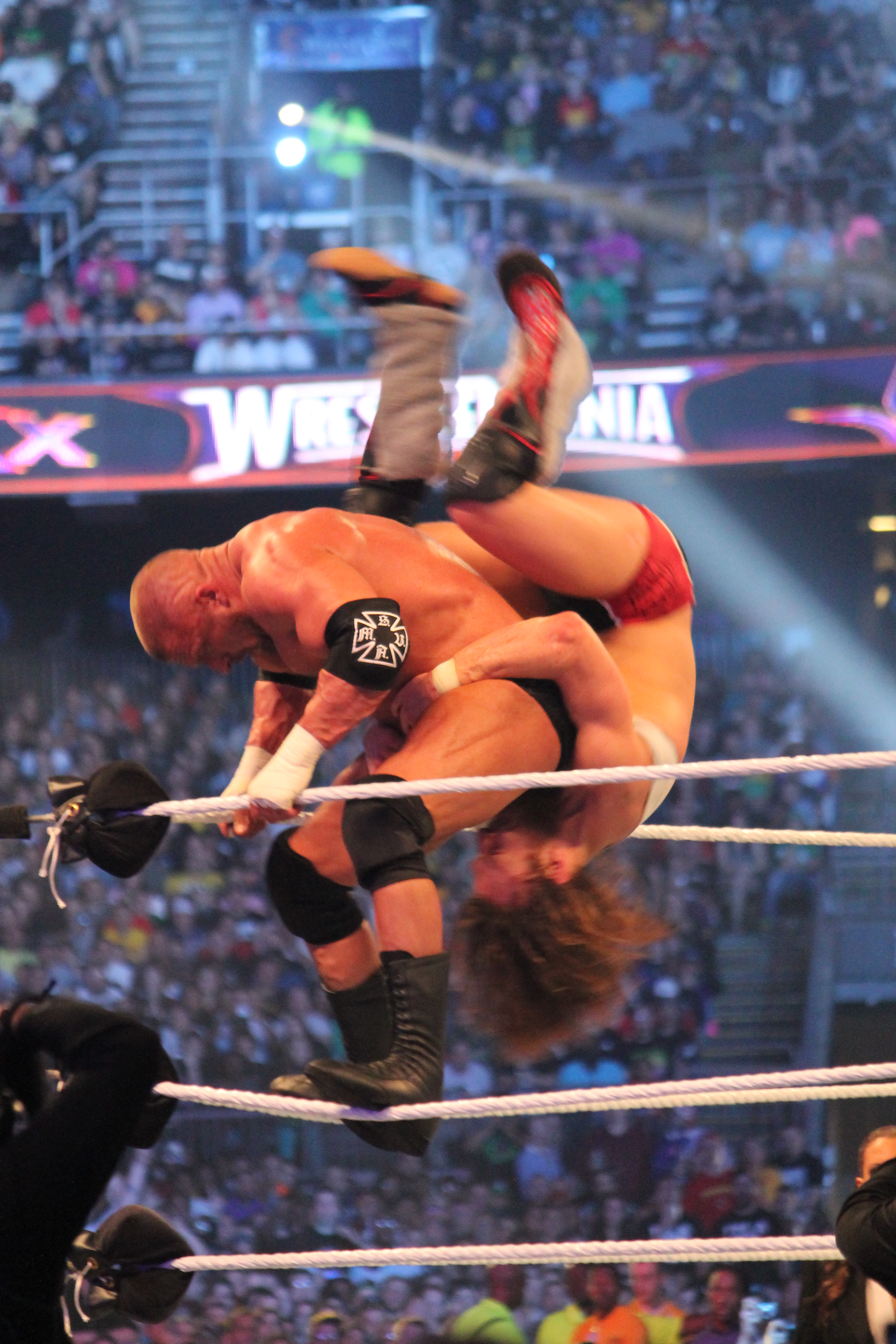
مسابقهٔ دنیل براین و تریپل اچ در رسلمنیا ۳۰

بالاخره روز یکشنبهٔ هفتهٔ بعد رسلمانیا ۳۰ برگزار شد و دنیل در اوایل شب توانست با حرکت پایانی خود تریپل اچ را شکست دهد و در مسابقهٔ سر قهرمانی سنگین‌وزن دبلیو دبلیو ئی حضور یابد. در آن مسابقه که در آخر آن شب انجام گرفت دنیل توانست رندی اورتن و باتیستا را شکست دهد و قهرمان جدید کمپانی شود. بعد از ان بود که دنیل برایان برای مدت زمانی طولانی مصدوم شد و بعد از ان به دلایل پزشکی جنبش یس مومنت را رها کرد و خودش را در شوی راو بازنشسته کرد.

## حضور به عنوان جنرال منیجر اسمک دان
دنیل بر این به عنوان جنرال منیجر اسمکدان از طرف شین مکمهن انتخاب شد. پس از بازگشتش به رینگ، بر این از سمت جنرال منیجر کناره‌گیری کرد و اکنون پِیج این سمت را برعهده دارد.

## بازگشت دوباره(۲۰۱۸ تا کنون)

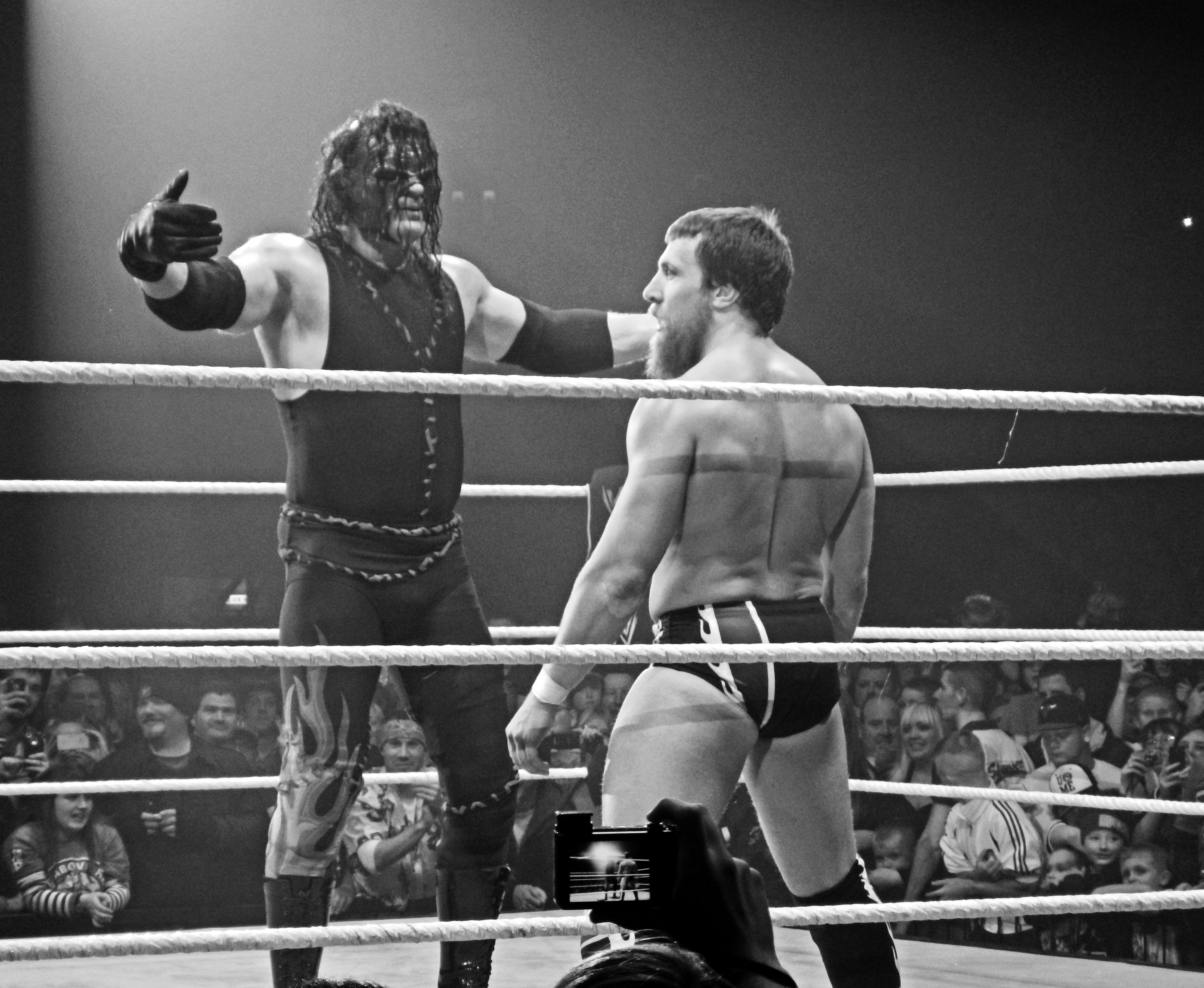
آغوش کین و برایان در ۲۰۱۸

دنیل بر این بعد از دو سال سپری کردن مصدومیت در شوی ۲۰ مارس اسمک‌داون (برند) اعلام کرد که مصدومیت وی بهبود پیدا کرده و می‌تواند به رینگ برگردد در اواخر شو ناگهان مورد حمله سمی زین و کوین اونز قرار گرفت.
بعد از این حمله اعلام شد دنیل بر این و شین مک‌من باید به مصاف سمی زین و کوین اونز در رسلمانیا ۳۴ بروند.
تا اینکه با بیگ کس درگیری رو شروع کرد و بیگ کس بعد چند مسابقه باخت و بیخیال شد
تا اینکه در اسمک داون دو هفته بعد زمانی که بلادجین برادرز (لوک هارپر و اریک روان) داشتند بعد بردشان از سالن خارج می‌شدند ناگهان برایان آمد داخل در صورتی که هارپر و روان کامل خارج نشده بودند
در میز تی وی هفته بعد میز به این مسئله پرداخت و اون‌ها رو مسخره کرد تا اینکه برایان اومد و بحث داشتند تا اینکه هارپر و روان اعلام کردند که می‌خواهند با برایان مسابقه بدهند.
در اسمک داون هفته بعد برایان هارپر رو برد ولی روان و هارپر به اون حمله کردند که در اتفاقی ناگهانی تم سانگ کین به نمایش در اومد و به کمک برایان شتافت و بعد از مدت‌ها دوباره د هل نو برگشت.
در میز تی وی هفته بعد میز خواست آن‌ها را به جان هم بیندازد که کین اعلام کرد من آرامم ولی میز یک توهین به او کرد باعث شد کین میز را بزند.
در اکستریم رولز هل نو (برایان و کین) به مصاف هارپر و روان رفتند که قبل مسابقه هارپر و روان به کین حمله کردند و پای او مصدوم کردند.
آن شب هارپر و روان بردند ولی نیو دی ناگهان به کمک برایان و کین آمدند و ناگهان چراغ‌ها خاموش شد و سانیتی به کمک هارپر و روان آمدند که ناگهان در این هیایو جنرال منیجر اسمک داون یعنی پیج داخل سالن آمد و گفت مردم امشب یک مسابقه تگ تیم 10vs10 برگزار خواهد شد بین نیودی و هل نو در مقابل بلادچین برادرز و سانیتی در این مسابقه نیودی و هل نو بردند.
فعلاً برایان و کین منتظر این هستند که پای کین خوب شود و از بند مصدومیت رهایی یابند تا که دوباره به مصاف کمربند تگ تیم اسمک داون که دست بلادچین برادرز (لوک هارپر و اریک روان) بروند.
در شو اسمک داون میز به تیم هل نو هتاکی کرد و برایان سریعاً جوابش را داد و او را به یک مبارزه در سامراِسلم فراخواند. در ان بازی میز سربلند بیرون امد. درگیری این دو به بازی دیگری در هل این سل انجامید که باز میز پیروز شد. سرانجام در سوپر شو-داون برایان میز را شکست داد و توانست شانسی برای قهرمانی WWE بدست آورد. اما قهرمان WWE ای جی استایلز او را در اسمک داون شکست داد و همچنین در کرون جولساموا جو را شکست داد. در همان شب براک لزنر توانست قهرمانی یونیورسال را باری دیگر به چنگ اورد. مسابقه ای میان دو قهرمان جهانی در سروایور سریز ختم شد. انها سال پیش نیز به مصاف هم رفته بودند. ولی در شو اسمک داون قبل از رویداد، برایان با یک حرکت غیرقانونی قهرمانی را برد و بعد از ان ای جی را مورد ضرب و شتم قرار داد. از این رو تبدیل شد به یک هیل ( شخصیت منفی ). در سروایور سریز نیز براک او را درهم کوبید.
در اسمک داون او اعلام کرد که میخواهد بدنبال رویاهایش باشد و برایش محبوبیت بی ارزش است و مورد توهین تماشاچیان قرار گرفت. همچنین گفت که حرکت محبوبش ( YES YES YES!) را دیگر انجام نمی‌دهد. در تی ال سی توانست ای جی را ببرد و از قهرمانیش دفاع کند.
ای جی استایلز بازی دیگر فرصت رویارویی با او را البته اینبار در رویال رامبل بدست آورد. در این بازی ای جی به پیروزی بسیار نزدیک بود. البته تا پیش ازانکه برایان اشتباهی داور را بزند. در این اوضاع اریک روان دوباره به میادین کشتی بازگشت و برایان را برای پیروزی یاری کرد.
دو روز بعد در اسمکدان از شکل جدید و چوبی کمربند قهرمانی رونمایی کردند و شکل قبلی انرا دور انداختند. این حرکتشان باعث عصبانی شدن مردم شد. همچنین روان زان پس به عنوان بادیگارد برایان شناخته شد.
در الیمینیشن چمبر برایان توانست از قهرمانی دفاع کند. در فستلین نیز کوین اونز و مصطفی علی را شکست داد. در رسلمانیا ۳۵ کمربندش را به کوفی کینگستون واگذار کرد دنیل برایان در سال 2020 به رینگ برگشت و اکنون در شو اسمکدان حضور دارد. و او اعلام کرد که در رویال رامبل (۲۰۲۱) شرکت می کند.

### درگیری با رومن رینز
پس از آن او با رومن رینز وارد درگیری شد که این درگیری باعث مسابقه ای در فست‌لین (۲۰۲۱) شد که در آن مسابقه براین شکست خورد. اما کمی بعدتر او به مسابقه رومن رینز و ادج در رسلمانیا ۳۷ اضافه شد که در آن مسابقه باخت. اما براین قبول نکرد و خواستار مسابقه ای دوباره و تک به تک با رومن شد و رومن هم قبول کرد امّا با این شرط که اگر براین ببازد باید کمپانی را ترک کند. دنیل قبول کرد و هفته بعد، در یک مسابقه دیدنی شکست خورد و کریر براین در دبلیودبلیوئی به اتمام رسید.

### پیوستن بهای‌ای‌دبلیو
برایان چند وقت بعد به کمپانی ای‌ای‌دبلیو پیوست و در مقابل کنی امگا ظاهر شد.